# Myrmarachne palladia
Myrmarachne palladia este o specie de păianjeni din genul Myrmarachne, familia Salticidae, descrisă de Denis, 1958. Conform Catalogue of Life specia Myrmarachne palladia nu are subspecii cunoscute.